# 힌두 샤히
힌두 샤히(Hindu Shahis), 카불 샤히(Kabul Shahis), 혹은 웃드 샤히(Uḍi Śāhis)는 843년경부터 1026년까지 존속했던 인도계 토착 왕조이다. 이들은 거의 두 세기에 걸친 여러 차례의 정복의 물결을 견뎌냈고, 이들의 영토는 아프가니스탄 동부와 간다라에서부터 펀자브 지역의 수틀레지 강 너머 티베트 지역의 강라계곡까지 이르렀다.